# Sheng Teng
Sheng Teng Electron International Co. Ltd. ist ein weltweit tätiger taiwanischer Automobilzulieferer und OEM-Lieferant. Das Unternehmen fertigt und vertreibt insbesondere elektronische Komponenten für den Automobil-Bereich. Der Hauptsitz des im Jahr 1972 gegründeten Konzerns liegt in Changhua Hsien, Taiwan.

## Produktpalette
Sheng Teng entwickelt und vertreibt unter anderem Relais, Blinkgeber, Buzzer und Kabelzubehör und ist der einzige taiwanische Autoteilehersteller, der Klopfsensoren anbietet.

## Unternehmensentwicklung
Nachdem das Unternehmen zunächst hauptsächlich Kunden im asiatischen Raum belieferte, stellt Sheng Teng seit 2006 auch für europäische Fahrzeuge Komponenten her.